# Ashtanga yoga (yogans åtta grenar)
Ashtanga yoga (sanskrit: अष्टाङ्गयोग, "yogans åtta grenar) är Patanjalis definition av klassisk yoga och en väg att nå upplysning. Dessa beskrivs i en av yogatraditionens viktigaste litterära verk, Yoga Sutras, som skrevs av Patanjali någon gång mellan 200 f. Kr och 200 e. Kr. Grenarna är:
- Yama – vägledningar för vi genom moraliska och etik möter den yttre världen.
- Niyama – metoder för självutveckling och hur man kan arbeta med sin egen inre värld.
- Asana – fysiska kroppsställningar
- Pranayama – andningstekniker
- Pratyahara – att stänga ute och dra bort uppmärksamhet från sina sinnesuttryck och rikta fokus mer inåt
- Dharana – fokuseringspunkter
- Dhyana – meditation
- Samadhi – en känsla av inre frid och samhörighet med omvärlden. De tidigare grenarna leder till att vi lättare når hit